# بوجو

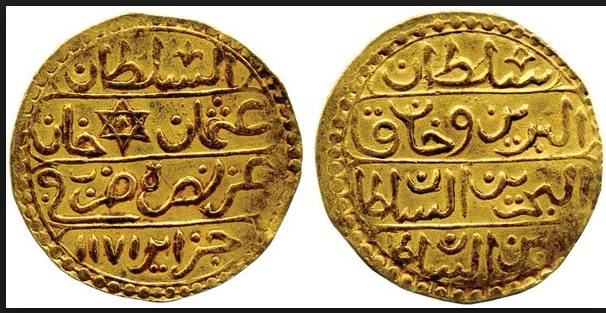
نمایی از یک سکهٔ بوجو مرتبط با دههٔ ۱۷۰۰ میلادی

بوجو واحد پول الجزایر تا سال ۱۸۴۸ بود که به ۲۴ موزونا تقسیم می‌شد. موزونا نیز خود عبارت از ۲ خروب یا ۲۴ اسپر بود. بعد از اشغال الجزایر به دست فرانسه، فرانک (واحد پول کشور فرانسه) جایگزین لکسی شد.

## سکه‌ها
در اوایل قرن ۱۹ میلادی سکه‌های مسی در آحاد ۲ و ۵ اسپر و ۱ میلیارد خروب ضرب می‌شدند. سکه‌های نقره ۳ و ۴و ۶و ۸و ۱۲ موزونا و ۱ و ۲ بوجو بودند. سکه‌های طلا نیز در آحاد یک دوم و یک چهارم سلطانی ضرب می‌شدند.